# Allium tauricola
Allium tauricola — вид трав'янистих рослин родини амарилісові (Amaryllidaceae), ендемік азійської Туреччини.

## Опис
Цибулина яйцеподібна, діаметром 1–2 см, росте пучками; зовнішні туніки чорні, тонко багатошарові, подовжені на стебло. Стебло 5–25 см. Листків 2–3, ниткоподібні, 1–2 мм завширшки, каналисті, оболонки та пластинки лускаті. Зонтик гіллястий, 1.5–2.5 см, малоквітковий. Оцвітина дзвоникоподібна; сегменти фіолетово-рожеві, пурпурові або фіолетові з білим краєм і темнішою серединною жилкою, еліптично-лінійні, 5–6 мм, гострі. Пиляки пурпурові. Коробочка яйцеподібно-тригонна, ≈ 5 мм, коротша від оцвітини.

## Поширення
Ендемік азійської Туреччини.
Населяє верхні гірські й альпійські середовища, вапнякові скелі та уступи, альпійські пасовища, обвали, 1200–2900 м.